# Sint-Nicolaaskerk (Bogense)
De Sint-Nicolaaskerk (Deens: Sankt Nikolaj Kirke) ligt aan de haven van Bogense op het Deense eiland Funen. De kerk werd gebouwd in 1406 op de resten van een 12e-eeuws romaans kerkgebouw en is gewijd aan Nicolaas van Myra, de beschermheilige van zeelieden.

## Gebouw
In de hoge middeleeuwen werd het kerkschip naar het westen toe verlengd. De grootste verandering van de kerk vond echter plaats in de periode 1450-1500. Toen kreeg de kerk min of meer haar huidige uiterlijk door de aanbouw van twee kruisarmen en een toren met achthoekige spits. De laatmiddeleeuwse veranderingen van het kerkgebouw begonnen rond 1450 met de bouw van een toren aan de oostelijke kant van het gebouw. Deze ongewone plaats voor de bouw van een kerktoren hield verband met de steile oever aan de westelijke kant van het gebouw. De hoge spits diende vroeger als baken voor de zeevaart.
Het kerkgebouw werd voor het laatste gerestaureerd in 2009-2010.

## Interieur
Noemenswaardige kunstwerken in de kerk betreffen het 16e-eeuwse altaar met een schilderij van Jezus in de hof van Getsemane (1588), een doopvont uit de 13e eeuw en een preekstoel van de Nederlandse beeldhouwer Harmen Garstenkorn met houtsnijwerk uit 1604. Het grote kruisbeeld, dat nu hangt aan de oostelijke muur van de zuidelijke kruisarm, stamt uit 1490 en hing oorspronkelijk aan de boog tussen het schip en het koor.
Het orgel van de kerk werd gebouwd door Marcussen & Søn en bevindt zich achter een neogotieke orgelkas.
In de kerk hangen drie votiefschepen, waarvan de Arken uit 1880 de oudste is. De andere twee werden gebouwd en geschonken door Ragner Christensen uit Bogense. Het betreffen de Noorse Løve (1978) en de driemaster Georg Stage (1985).